# Debbie-Ann Parris-Thymes
Debbie-Ann Parris-Thymes (ur. 14 marca 1973 w regionie Trelawny) – jamajska lekkoatletka specjalizująca się w długich biegach płotkarskich, dwukrotna uczestniczka letnich igrzysk olimpijskich (Atlanta 1996, Ateny 2004).

## Sukcesy sportowe
- czterokrotna mistrzyni Jamajki w biegu na 400 metrów przez płotki – 2001, 2002, 2004, 2005[1]

| Rok  | Miasto     | Zawody                                   | Konkurencja                          | Wynik                    |
| ---- | ---------- | ---------------------------------------- | ------------------------------------ | ------------------------ |
| 1992 | Seul       | Mistrzostwa świata juniorów              | sztafeta 4 x 400 m bieg na 400 m ppł | srebrny medal 8. miejsce |
| 1993 | Buffalo    | Uniwersjada                              | bieg na 400 m ppł                    | srebrny medal            |
| 1993 | Cali       | Mistrzostwa Ameryki Środkowej i Karaibów | bieg na 400 m ppł                    | złoty medal              |
| 1994 | Victoria   | Igrzyska Wspólnoty Narodów               | bieg na 400 m ppł                    | brązowy medal            |
| 1996 | Atlanta    | Igrzyska olimpijskie                     | bieg na 400 m ppł                    | 4. miejsce               |
| 1997 | Ateny      | Mistrzostwa świata                       | bieg na 400 m ppł                    | 5. miejsce               |
| 1998 | Maracaibo  | Igrzyska Ameryki Środkowej i Karaibów    | bieg na 400 m ppł                    | brązowy medal            |
| 1998 | Nowy Jork  | Igrzyska Dobrej Woli                     | bieg na 400 m ppł                    | srebrny medal            |
| 1999 | Sewilla    | Mistrzostwa świata                       | bieg na 400 m ppł                    | 8. miejsce               |
| 2001 | Edmonton   | Mistrzostwa świata                       | sztafeta 4 x 400 m bieg na 400 m ppł | złoty medal 5. miejsce   |
| 2001 | Brisbane   | Igrzyska Dobrej Woli                     | sztafeta 4 x 400 m bieg na 400 m ppł | srebrny medal 4. miejsce |
| 2002 | Manchester | Igrzyska Wspólnoty Narodów               | bieg na 400 m ppł                    | srebrny medal            |
| 2005 | Nassau     | Mistrzostwa Ameryki Środkowej i Karaibów | bieg na 400 m ppł                    | złoty medal              |

## Rekordy życiowe
- bieg na 200 metrów – 23,50 – Lafayette 28/03/1998
- bieg na 400 metrów – 51,42 – Baton Rouge 14/04/2001
- bieg na 400 metrów przez płotki – 53,88 – Edmonton 06/08/2001